# Albert Müry
Albert Louis Ernst Müry (* 19. Oktober 1910 in Basel; † 28. April 2005 ebenda) war ein Schweizer Musikwissenschaftler und Journalist.

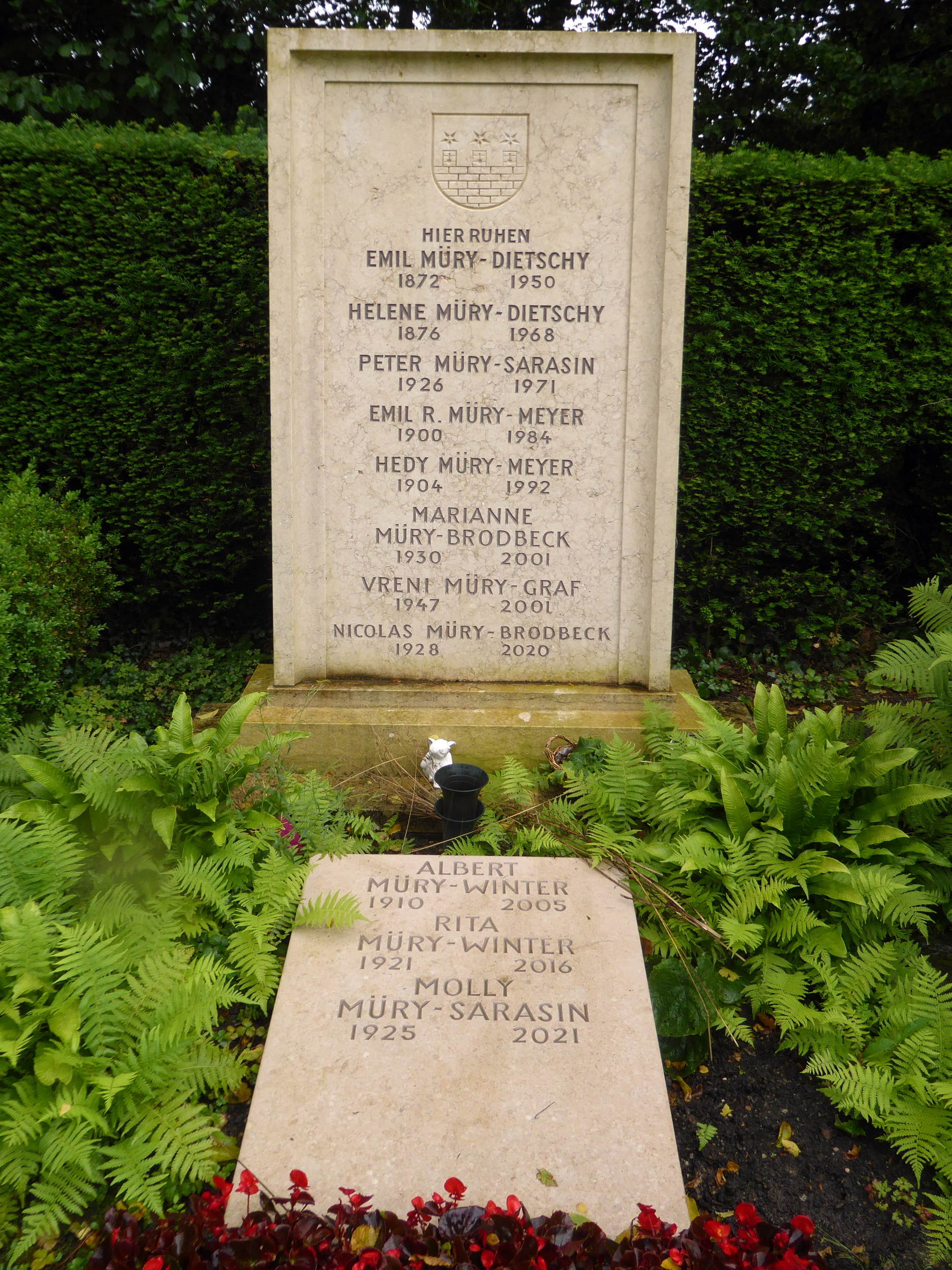
Grab auf dem Friedhof am Hörnli.

## Leben und Werk
Albert Müry war ein Sohn des Emil Müry-Dietschy und der Helene, geborene Dietschy (1876–1968). Sein Bruder war Emil Müry.
Er promovierte 1940 an der Universität Basel mit einer Arbeit über die Instrumentalwerke Gaetano Pugnanis. Hans Ehinger und Albert Oeri führten ihn in den Journalismus ein. 1956 wurde er Nachtredaktor der Basler Nachrichten, für die er 1960 die Sport- und 1966 bis 1977 die Musikredaktion leitete. Danach war er freier Journalist, u. a. für das Aargauer Tagblatt, die Basellandschaftliche Zeitung und die Neue Zürcher Zeitung.
Müry befasste sich in seinen Schriften besonders mit Felix Weingartner, dessen Nachlass in der Universitätsbibliothek Basel er ordnete.
Müry war mit Rita, geborene Winter (1921–2016) verheiratet. Seine letzte Ruhestätte fand er auf dem Friedhof am Hörnli.